# Pierre Bourgeois (Bibliothekar)

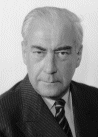
Pierre Bourgeois

Pierre Bourgeois (* 23. September 1897 in Zürich; heimatberechtigt in Giez; † 8. Oktober 1971 in Bern) war ein Schweizer Bibliothekar und Direktor der Schweizerischen Landesbibliothek.

## Leben
Pierre Bourgeois war ein Sohn der Alexandrine geborene de Richter sowie des Ingenieurs Gustav Armand Bourgeois. Er studierte Chemie an den Universitäten Zürich, Genf und London. Er erwarb 1926 in Zürich den akademischen Grad eines Dr. phil. nat.
Von 1927 bis 1930 leitete Bourgeois die Patentabteilung der Aluminium Industrie Aktiengesellschaft in Neuhausen (später Alusuisse). Anschliessend war er bis 1940 Bibliothekar am Maison de la Chimie in Paris. Er war von 1940 bis 1946 Oberbibliothekar der ETH-Bibliothek in Zürich.
Bourgeois wechselte 1946 als Direktor zur Schweizerischen Landesbibliothek (SLB), ein Amt, das er bis 1962 ausübte. Unter seiner Leitung wurde die bibliografische Tätigkeit im Bereich der Fachbibliografien erweitert sowie der nationale und internationale Leihverkehr gefördert. Er veranlasste die Reorganisation des Gesamtkatalogs und trieb den inneren Ausbau der Schweizerischen Landesbibliothek voran. Neben der Einrichtung von Rilke- und Gonzague de Reynold-Archiven wurde das schweizerische Musikschaffen erfasst.
Bourgeois amtierte von 1949 bis 1955 als Präsident der Vereinigung schweizerischer Bibliothekare (VSB; 1992–2008 Verband der Bibliotheken und der Bibliothekarinnen/Bibliothekare der Schweiz, BBS) sowie von 1952 bis 1958 als Präsident der Schweizerischen UNESCO-Kommission und der International Federation of Library Associations and Institutions (IFLA, Internationale Vereinigung bibliothekarischer Verbände und Einrichtungen).

## Belege
1. ↑  Élites suisses: Bourgeois, Pierre. (französisch, abgerufen am 23. September 2022)

| Personendaten    | Personendaten                 |
| ---------------- | ----------------------------- |
| NAME             | Bourgeois, Pierre             |
| KURZBESCHREIBUNG | Schweizer Bibliotheksdirektor |
| GEBURTSDATUM     | 23. September 1897            |
| GEBURTSORT       | Zürich, Schweiz               |
| STERBEDATUM      | 8. Oktober 1971               |
| STERBEORT        | Bern, Schweiz                 |